# Tułguba
Tułguba (ros. Тулгуба) – wieś (dieriewnia) w Rosji, w Karelii, w rejonie kondoposkim. W 2010 liczyła 29 mieszkańców.